# Lương Sơn, Tứ Xuyên
Châu tự trị dân tộc Di Lương Sơn (chữ Hán giản thể: 凉山彝族自治州) là một châu tự trị tại tỉnh Tứ Xuyên, Trung Quốc.

## Các đơn vị hành chính
Châu tự trị dân tộc Di Lương Sơn quản lý 2 thành phố cấp huyện, 14 huyện và 1 huyện tự trị.
- Thành phố cấp huyện: Tây Xương (西昌), Hội Lý (会理)
- Huyện: Mỹ Cô (美姑), Chiêu Giác (昭觉), Kim Dương (金阳), Cam Lạc (甘洛), Bố Tha (布拖), Lôi Ba (雷波), Phổ Cách (普格), Ninh Nam (宁南), Hỷ Đức (喜德), Hội Đông (会东), Việt Tây (越西), Diêm Nguyên (盐源), Đức Xương (德昌), Miện Ninh (冕宁)
- Huyện tự trị dân tộc Tạng Mộc Lý (木里藏族自治县)